# 180 gradenregel

Deze afbeelding laat zien dat de camera altijd aan een kant van de denkbeeldige lijn moet blijven. Wanneer de camera van het groene gebied naar het rode wordt verplaatst staan de twee personen ten opzichte van elkaar aan de andere kant van het scherm.

De 180 gradenregel (ook wel gespeld als 180-gradenregel) is bij het filmen een van de basisrichtlijnen van de decoupage. De regel houdt in dat de camera altijd aan een kant van de zogenaamde 'dramatische as' opgesteld moet zijn. De dramatische as is de denkbeeldige lijn tussen twee personen of elementen. Meestal is het de kijkrichting.

## Voorbeelden
- Als twee personen met elkaar praten moeten de camera's die de scène opnemen altijd aan een kant van de denkbeeldige lijn tussen de twee personen staan.
- Als een auto rechts van het scherm het beeld uitrijdt moet de auto in het volgende shot het beeld weer aan de linkerkant inrijden.

Stelregel is dat in het shot en tegenshot de personen aan dezelfde kant van het kader lijken te staan.

## Overtreding
Men noemt het overtreden van de regel ook wel: 'over de as gaan'.
De regel kan overtreden worden wanneer er een shot gemonteerd wordt tussen de shots waarin de camera de 180 gradenregel overtreedt. Door bijvoorbeeld auto's recht van voren en van achteren te filmen begrijpt de kijker de opstelling van de set, waardoor er minder verwarring ontstaat als de regel overtreden wordt.
Bij beginnende filmmakers treedt de fout nogal eens onbewust op. Gesprekken tussen drie of meerdere mensen aan een tafel is een veelvoorkomend voorbeeld van waar het onbedoeld fout kan gaan. In de montage komt de fout vaak pas aan het licht.
Veel filmmakers kiezen er echter ook bewust voor om de 180 gradenregel te overtreden, om zo verwarring bij de kijker te creëren. Stanley Kubrick deed dit, maar ook de Wachowski's, Tinto Brass, Yasujiro Ozu, Wong Kar-Wai, en Jacques Tati.

## Sportbeelden
Bij sportwedstrijden worden acties die niet duidelijk zichtbaar zijn vanaf de hoofdcamerapositie vaak herhaald met beelden van een andere camerapositie. Hierbij wordt de 180 gradenregel vaak overtreden. Om verwarring te voorkomen plaatsen veel zenders een balkje in beeld met de woorden "reverse angle" of "andere kant".